# SV Mattersburg
Maillots
Le SV Mattersburg était un club de football autrichien basé à Mattersburg, qui a joué en Bundesliga pour la première fois lors de la saison 2003-2004. Fondé en 1922, le club drainait un large public et, bien que Mattersburg ne compte que 6 300 habitants, le stade de 17 000 places était souvent plein. Lors de la saison 2006-2007, sous la houlette de Dietmar Kühbauer et Carsten Jancker, le club se classe troisième, le meilleur résultat de son histoire.
En août 2020, le club se déclare en faillite et se retire des compétitions.

## Historique
- 1922 : fondation du club
- 2020 : dissolution du club